# Jack Mylong-Münz
Jack Mylong-Münz, gebürtig Adolf Heinrich Münz, in den USA John Mylong (* 15. Septemberjul. / 27. September 1892greg. in Mosty Konbystrchef, Ukraine, Russisches Kaiserreich; † 8. September 1975 in Beverly Hills) war ein russischstämmiger, bis 1933 überwiegend in Deutschland arbeitender und 1948 naturalisierter US-amerikanischer Schauspieler und Drehbuchautor.

## Leben
Adolf Heinrich Münz begann seine Bühnenlaufbahn 1912 und war von 1915 bis 1918 Kriegsteilnehmer im Ersten Weltkrieg. Mit Beginn seiner künstlerischen Tätigkeit nannte er sich Jack Mylong-Münz. Zunächst schrieb er mehrere Kurzgeschichten, bis er ab 1921 ein vielbeschäftigter Schauspieler beim deutschen Film wurde.
Anfangs übernahm Mylong-Münz auch tragende Rollen, später musste er sich mit kleineren Aufgaben begnügen. Nach der Machtergreifung der Nationalsozialisten 1933 kehrte er nach Österreich zurück, nach dem Anschluss Österreichs emigrierte er im September 1938 nach Prag und im November desselben Jahres via England in die USA.
Seit Juni 1941 in Hollywood ansässig, wirkte er während des Zweiten Weltkrieges als John Mylong in zahlreichen Anti-Nazi-Filmen mit. Mylong-Münz, der im November 1948 amerikanischer Staatsbürger geworden war, kehrte 1951 für die Dreharbeiten zu dem Film Das Haus in Montevideo, wo er einen Anwalt spielte, noch einmal nach Deutschland zurück. Als die Filmangebote seltener wurden, verlagerte der Schauspieler seine Tätigkeit aufs US-Fernsehen. 1966 beendete er seine Karriere in Hollywood.

## Filmografie (Auswahl)
- 1921: Die Schlucht des Grauens
- 1921: Der heilige Haß (2 Teile)
- 1922: Die große Lüge
- 1923: Das Wirtshaus im Spessart
- 1923: Der Kaufmann von Venedig
- 1924: Die Tragödie einer Liebesnacht (auch Drehbuch)
- 1924: Der Schrecken des Meeres (auch Drehbuch)
- 1924: Die Perlen des Dr. Talmadge
- 1924: Die malayische Dschonke
- 1925: Der Frauenmarder
- 1925: Venezianische Liebesabenteuer
- 1925: Das Parfüm der Mrs. Worrington
- 1925: Das Abenteuer einer Brautnacht
- 1926: Marccos tollste Wette
- 1926: Unsere Emden
- 1926: Wien, wie es weint und lacht
- 1926: Die elf Schill’schen Offiziere
- 1926: Die Villa im Tiergarten (auch Drehbuch)
- 1927: Der falsche Prinz
- 1927: Die elf Teufel
- 1927: Artisten
- 1927: Grand Hotel …!
- 1927: Die Waise vom Wedding
- 1928: Der alte Fritz, 1. Teil: Friede
- 1928: Heut’ spielt der Strauss
- 1928: Die Dame in Schwarz
- 1928: Adam und Eva
- 1928: Moderne Piraten
- 1929: Kinder der Straße
- 1929: Napoleon auf St. Helena
- 1929: Drei Tage auf Leben und Tod
- 1929: Das verschwundene Testament
- 1929: Jennys Bummel durch die Männer
- 1929: Der lustige Witwer
- 1929: Zwei Brüder
- 1929: Der Günstling von Schönbrunn
- 1930: Zweierlei Moral
- 1930: Der Greifer
- 1931: Mary
- 1931: Der Zinker
- 1931: Reserve hat Ruh
- 1931: Die andere Seite
- 1931: Die Pranke
- 1931: Luise, Königin von Preußen
- 1931: Kadetten
- 1932: Holzapfel weiß alles
- 1932: Kreuzer Emden
- 1932: Die unsichtbare Front
- 1933: Salon Dora Green
- 1933: Abenteuer am Lido
- 1933: Wenn du jung bist, gehört dir die Welt
- 1933: Der Choral von Leuthen
- 1933: Unsichtbare Gegner
- 1933: Mein Liebster ist ein Jägersmann (Unser Kaiser)
- 1934: Bretter, die die Welt bedeuten
- 1935: Tagebuch der Geliebten
- 1943: The Strange Death of Adolf Hitler
- 1943: Wem die Stunde schlägt (For Whom the Bell Tolls)
- 1944: The Hitler Gang
- 1944: Hotel Berlin (Hotel Berlin)
- 1944: Dr. Wassells Flucht aus Java (The Story of Dr. Wassell)
- 1945: Urlaub für die Liebe (The Clock)
- 1946: Im Geheimdienst (Cloak and Dagger)
- 1946: Mit Pinsel und Degen (Monsieur Beaucaire)
- 1946: Ich hab dich immer geliebt (I’ve Always Loved You)
- 1947: Die Unbesiegten (Unconquered)
- 1949: Venus am Strand (The Girl from Jones Beach)
- 1949: Der Schlagerkönig (Oh, You Beautiful Doll)
- 1951: Ein Satansweib (His Kind of Woman)
- 1951: Das Haus in Montevideo
- 1953: Robot Monster (Robot Monster)
- 1954: Die wunderbare Macht (Magnificent Obsession)
- 1955: The Crooked Web
- 1956: Nur Du allein (Never Say Goodbye)
- 1956: Geliebt in alle Ewigkeit (The Eddy Duchin Story)
- 1958: Gangster Nr. 1 (I, Mobster)
- 1962: The Mermaids of Tiburon